# Хамбах
Хамбах (фр. Hambach) насеље је и општина у североисточној Француској у региону Лорена, у департману Мозел која припада префектури Саргемен.
По подацима из 2011. године у општини је живело 2762 становника, а густина насељености је износила 156,93 становника/km². Општина се простире на површини од 17,6 km². Налази се на средњој надморској висини од 235 метара (максималној 281 m, а минималној 213 m).

## Демографија
| 1962. | 1968. | 1975. | 1982. | 1990. | 1999. | 2011. |
| ----- | ----- | ----- | ----- | ----- | ----- | ----- |
| 1.703 | 1.887 | 2.002 | 2.135 | 2.152 | 2.501 | 2.762 |

График промене броја становника у току последњих година